# Oscar Schneider

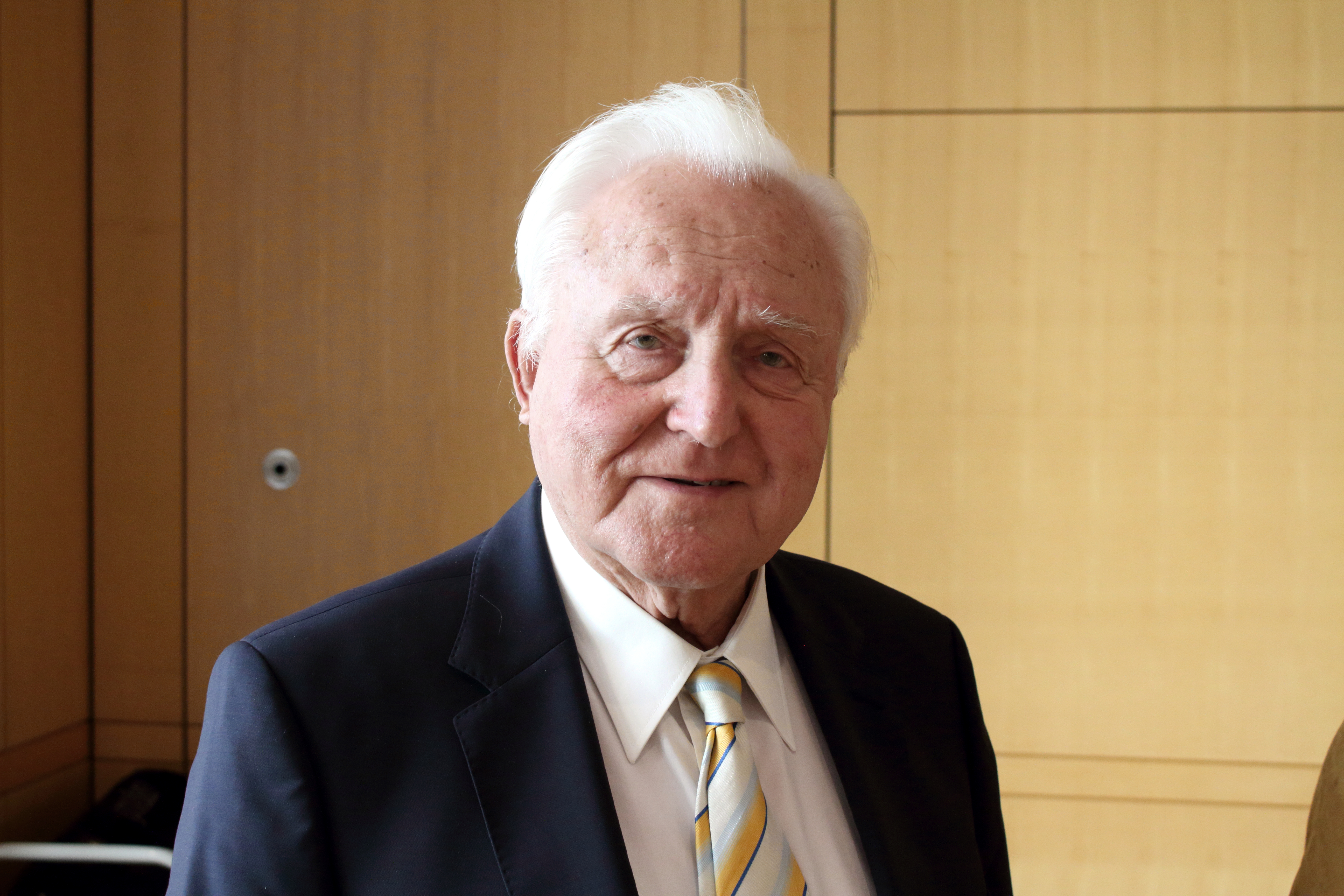
Oscar Schneider (2015)

Oscar Schneider (* 3. Juni 1927 in Altenheideck, Bayern; † 29. Dezember 2024) war ein deutscher Politiker (CSU). Er war von 1982 bis 1989 Bundesminister für Raumordnung, Bauwesen und Städtebau.

## Leben
Schneider wurde am 3. Juni 1927 in Altenheideck in Mittelfranken als Landwirtssohn in einer kinderreichen Familie (zehn Kinder) geboren. Sein Vater besaß neben dem Hof auch ein Fuhrunternehmen und Betonsteinwerk.

### Zweiter Weltkrieg und Mitgliedschaft in der NSDAP
1944 wurde er zum Reichsarbeitsdienst und zur Luftwaffe einberufen. Der Siebzehnjährige wurde im Kampf um Berlin verwundet, entkam aber noch am 29. April 1945 in Richtung Magdeburg. Nach kurzer amerikanischer Gefangenschaft konnte er heimkehren.
Schneider beantragte am 30. Januar 1944 die Aufnahme in die NSDAP und wurde zum 20. April desselben Jahres aufgenommen (Mitgliedsnummer 9.699.165). Schneider wusste davon nach eigenem Bekunden nichts und ging davon aus, dass er ohne sein Wissen in einem Sammelverfahren in die NSDAP aufgenommen wurde, was allerdings dem aktuellen Forschungsstand widerspricht. Die Spruchkammer Eichstätt entschied am 25. Januar 1947 (Aktenzeichen Ia/1029), dass Schneider im Verfahren gemäß § 1 des Gesetzes vom 6. August 1946 (Jugendamnestie) in Verbindung mit Art. 20 und 33 Abs. 5 Gesetz zur Befreiung von Nationalsozialismus und Militarismus vom 5. März 1946 durch Einstellung wegen Nichtbetroffenheit entlastet wurde.

### Beruf
Nach dem Abitur 1948 am Willibald-Gymnasium in Eichstätt begann Schneider ein Studium der Rechts- und Staatswissenschaften und legte das erste und zweite Staatsexamen ab. 1959 wurde er bei Friedrich August von der Heydte an der Rechts- und Staatswissenschaftlichen Fakultät der Julius-Maximilians-Universität Würzburg mit der Dissertation Die Ministerverantwortlichkeit in der Bundesrepublik Deutschland zum Dr. jur. utr. promoviert. Während seines Studiums wurde er Mitglied der katholischen Studentenverbindung K.D.St.V. Gothia Erlangen im Cartellverband der katholischen deutschen Studentenverbindungen. Er trat dann in die Verwaltung des Freistaates Bayern ein. Zuletzt war er als Regierungsdirektor in der Finanzverwaltung tätig.

### Abgeordneter

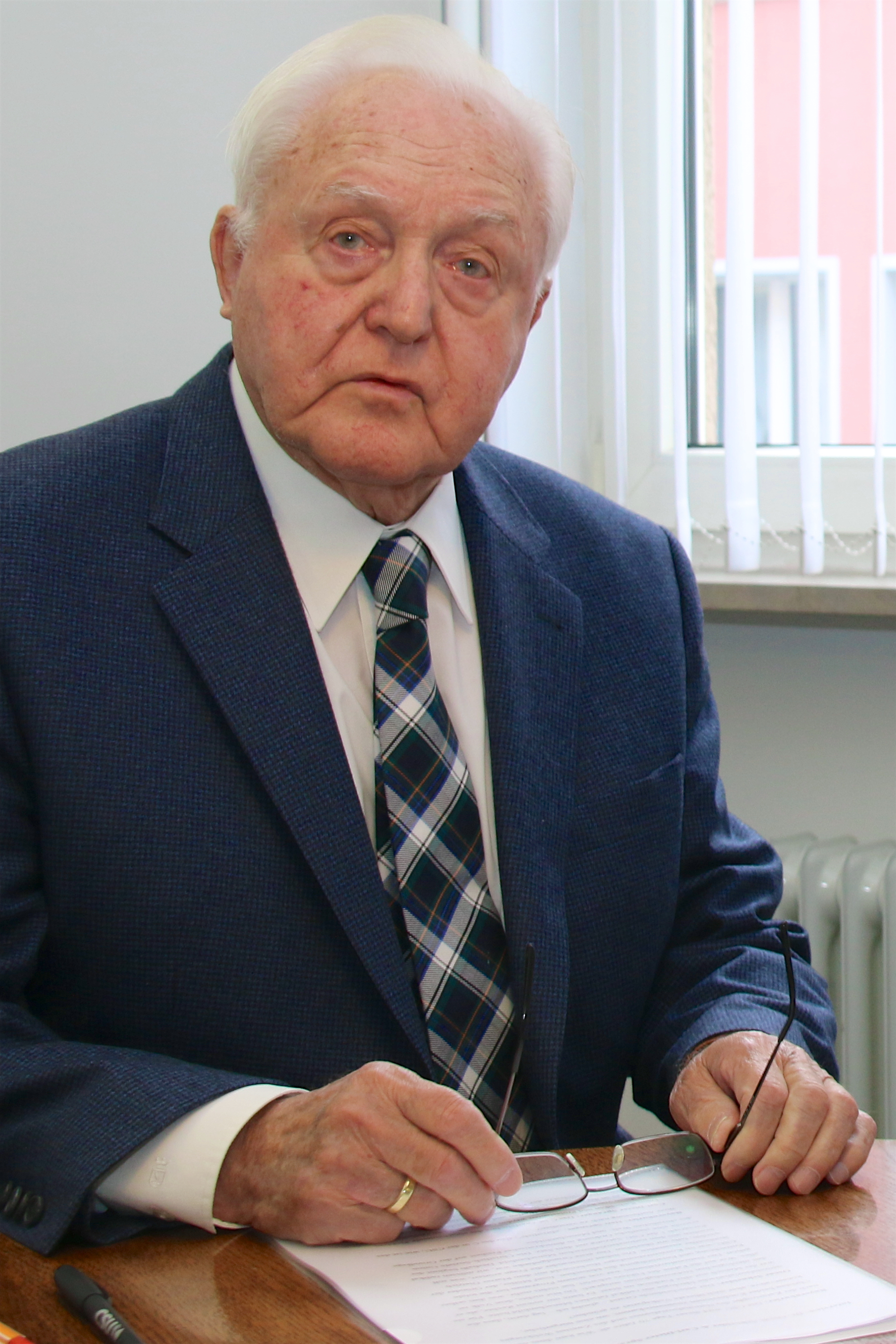
Oscar Schneider (2015)

Seit 1953 war Schneider Mitglied der CSU. Von 1957 bis 1991 gehörte er ihrem Landesvorstand an. Außerdem war er lange Jahre Vorsitzender des CSU-Bezirksverbandes Nürnberg-Fürth. Ab 1956 war er Mitglied im Stadtrat von Nürnberg und hier von 1960 bis 1969 Vorsitzender der CSU-Fraktion. Von 1966 bis 1970 war er außerdem Mitglied im Bezirkstag Mittelfranken. Von 1969 bis 1994 war er Mitglied des Deutschen Bundestages. Hier war er von 1972 bis 1982 Vorsitzender des Ausschusses für Raumordnung, Bauwesen und Städtebau. Von 1991 bis 1994 war er kulturpolitischer Sprecher der CDU/CSU-Bundestagsfraktion. Schneider war zuletzt (12. Wahlperiode 1990) über die Landesliste Bayern in den Deutschen Bundestag eingezogen.

### Öffentliche Ämter
Am 4. Oktober 1982 wurde er als Bundesminister für Raumordnung, Bauwesen und Städtebau in die von Bundeskanzler Helmut Kohl geführte Bundesregierung berufen. Unter Oscar Schneider geschah eine Änderung des Grunderwerbsteuermodells. Nach einer Kabinettsumbildung schied er am 21. April 1989 aus der Regierung aus. Bei der Kommunalwahl 1990 kandidierte er für das Amt des Nürnberger Oberbürgermeisters, verlor jedoch deutlich gegen den amtierenden Oberbürgermeister Peter Schönlein (SPD).
An der Gründung des Deutschen Historischen Museums in Berlin, dem Haus der Geschichte und der Kunst- und Ausstellungshalle der Bundesrepublik Deutschland in Bonn sowie dem Dokumentationszentrum auf dem ehemaligen Nürnberger Reichsparteitagsgelände war er maßgeblich beteiligt. Oscar Schneider setzte sich beim Umbau des Reichstags nach der Wiedervereinigung für eine gläserne Kuppel ein. Der zuständige Architekt Norman Foster hatte sich stets gegen diesen Vorschlag gewehrt und mehr als fünfzig Alternativvorschläge anfertigen lassen, unter anderem eine Baldachinkonstruktion. Die Parlamentarier hingegen votierten mit einer Stimme Mehrheit für die gläserne Kuppel. Entscheidend war hier nicht zuletzt, dass sich die CSU-Landesgruppe geschlossen hinter ihr Mitglied stellte.
Nach dem Tod von Hans-Jochen Vogel am 26. Juli 2020 war er der älteste noch lebende Bundesminister a. D., sowie seit Juli 2024 der älteste Bundesminister a. D. in der Geschichte der Bundesrepublik.

### Gesellschaftliche Ämter
Oscar Schneider engagierte sich für zahlreiche Sozialprojekte im Heiligen Land. 1973 wurde er vom Kardinal-Großmeister Maximilien Kardinal de Fuerstenberg zum Ritter des Ritterordens vom Heiligen Grab zu Jerusalem ernannt und am 12. Mai 1973 im Augsburger Dom durch Lorenz Kardinal Jaeger, Großprior der deutschen Statthalterei, in den Orden investiert. Zuletzt hatte er den Rang eines Offiziers in dem Päpstlichen Laienorden inne.
Von 1985 bis 1999 stand er den Aufsichtsgremien der Stiftung Haus der Geschichte der Bundesrepublik Deutschland, des Deutschen Historischen Museums und der Kunst- und Ausstellungshalle der Bundesrepublik Deutschland vor.

### Privates
Oscar Schneider war verheiratet und hatte zwei Töchter.
Im Dezember 2024 starb er im Alter von 97 Jahren.

## Ehrungen
- 1973 Ernennung zum Ritter vom Heiligen Grab
- 1978 16. Juni Ehrenbürger der Stadt Heideck
- 1997 Ehrenbürger der Stadt Nürnberg
- 1997 Goldene Nürnberger Trichter der Nürnberger Trichter Karnevalsgesellschaft e. V. 1909
- 1999 Verdienstorden des Landes Berlin
- 2002 Großes Verdienstkreuz (1978) mit Stern (1989) und Schulterband der Bundesrepublik Deutschland für seine Arbeit in der Kulturpolitik und zur NS-Vergangenheit
- 2011 Medaille „Bene Merenti de Astronomia Norimbergensi“ in Gold der Nürnberger Astronomischen Gesellschaft[11]
- 2012 Bayerische Verfassungsmedaille in Gold
- 2014 Medaille für Verdienste um die Bayerische Justiz

## Kabinette
- Kabinett Kohl I – Kabinett Kohl II – Kabinett Kohl III

## Schriften
- Kampf um die Kuppel. Baukunst in der Demokratie, Bouvier 2006, ISBN 3-416-03076-1.